# 斐理伯·巴爾巴蘭
斐理伯·巴尔巴兰（法語：Philippe Barbarin；1950年10月17日—）是法國籍天主教司鐸級樞機及里昂總教區榮休總主教。

## 生平
巴爾巴蘭於1950年10月17日法國摩洛哥西北部拉巴特在出生。他於1977年12月17日在克雷泰伊教區晉鐸。他除了說自己的母語法語外，還能說意大利語、英語、西班牙語、德語和馬拉加斯語。
他於1998年11月22日晉牧，並獲教宗若望保祿二世任命為穆蘭教區主教。2002年7月16日起出任里昂總教區總主教及高盧首席主教。
教宗若望保祿二世於2003年10月21日冊封他為司鐸級樞機，領山上天主聖三堂區司鐸銜。他曾參與2005年和2013年教宗選舉秘密會議，當時分別選出的是教宗本篤十六世和教宗方濟各。

### 性虐待案件
他因包庇性侵兒童的神父而於2019年3月7日被判有罪。他打算辭去里昂總教區總主教的職務。他於2020年3月6日卸任里昂總教區總主教一職。

## 牧徽

斐理伯·巴尔巴兰枢机牧徽